# Wienerfilharmonikernas nyårskonsert 1949

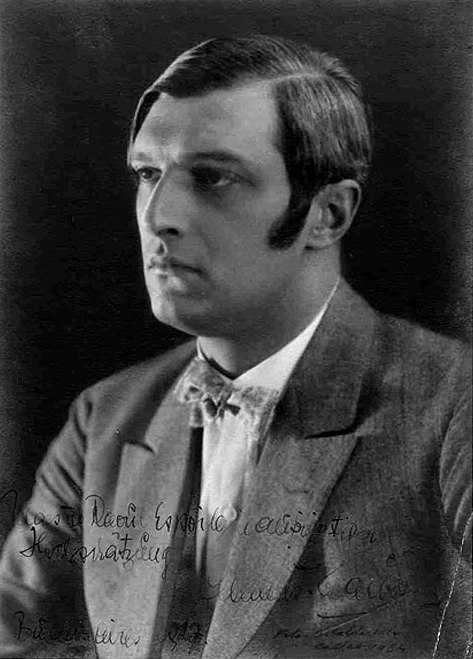
Clemens Krauss (1915).

Wienerfilharmonikernas nyårskonsert 1949 räknas som den nionde nyårskonserten från Wien och ägde rum den 1 januari 1949 i Wiens Musikverein. Den dirigerades för sjunde gången av Clemens Krauss.

## Historia
Strikt räknat var det Wienerfilharmonikernas fjärde Nyårskonsert, eftersom det inte var förrän 1946 som Josef Krips introducerade denna titel, som behölls 1947 och därefter. Dessutom var det den tionde Årsskifteskonserten, för vid årsskiftet 1939/40 gavs det en Außerordentliches Konzert (extraordinär konsert) av Wienerfilharmonikerna, som dock ägde rum på Nyårsafton 1939. Från 1941 dirigerades den av Clemens Krauss, med undantag för åren 1946 och 1947 då Krauss förbjöds att dirigera på grund av sin närhet till nazistregimen och ersattes av Josef Krips.

## Program

### Huvudprogram
1. Johann Strauss den yngre: Neu-Wien, vals, op. 342[1]
2. Johann Strauss den yngre: Annen-Polka, op. 117
3. Johann Strauss den yngre: Csárdás ur operan Ritter Pásmán, op. 441
4. Josef Strauss: Dynamiden, vals, op. 173
5. Josef Strauss: Die Libelle, Polka mazur, op. 204
6. Josef Strauss: Lust-Lager-Polka, op. 19*
7. Johann Strauss den yngre: 's gibt nur a Kaiserstadt, 's gibt nur a Wien, Polka, op. 291
8. Johann Strauss den yngre: Tausend und eine Nacht, Walzer, op. 346*
9. Johann Strauss den yngre: Neue Pizzicato-Polka, op. 449*
10. Johann Strauss den yngre: Vergnügungszug, Polka schnell, op. 281
11. Johann Strauss den yngre: Kaiser-Walzer, op. 437

### Extranummer
1. Johann Strauss den yngre: Perpetuum mobile, Musikalischer Scherz, op. 257
2. Johann Strauss den yngre: An der schönen blauen Donau (vals), op. 314

Verkförteckningen och verkens ordning finns på Wienerfilharmonikernas webbplats.
De verk markerade med * stod för första gången på programmet till en Nyårskonsert,vad gäller Neue Pizzikato-Polka så stod den inte uppräknad i konsertprogrammet men uppfördes verkligen 1949 och inte 1954 som källorna uppger.

## Se vidare
- Clemens Krauss, Dirigent
- Wienerfilharmonikerna

## Weblänkar
- Das Programm des Neujahrskonzerts 1949 auf wienerphilharmoniker.at